# Кокоми
Кокоми (Kokom) — післякласична маянська династія володарів міста-держави Маяпан та більшої частини півострова Юкатан у 1227/1228-1441 роках. Були останніми гегемонами часів цивілізації мая. Згодом керували державою Сотута у 1441—1547 роках. Остаточно повалена іспанцями.

## Походження
На думку дослідники мають походження з Вук-Йабналя, стародавньої назви Чичен-Іци. У VII—IX ст. в цьому місті існувала посада, що називалася «священний кокоом» (K'UH-lu ko-ko-ma). Його функції поки досліджені недостатньо. Втім він був не повноцінним володарем, а лише одним з декілька осіб, що правили Вук-Йабналєм. Одним з них був Яхаваль-Чок'ак’, сучасник К'ак'упакаль К'авііля, що домігся незалежності від Ек-Балама
Вважається що десь наприкінці 790-х і напочатку 800-х років посада священного кокоома стала спадковою. Таким чином, посада закріпилася за одним родом, назву якого втрачено й навзаєм іменовано кокомами. За часів панування іца в Чичен-Іці родина кокомів породичалася зі знаттю іца. Останні могли перейняти цю посаду. Зрештою на моменту занепаду Чичен-Іци наприкінці XII ст. кокомами вже називали саме рід, що є близьким до правителів міста й держави.

## Піднесення
Після поразки іца рід Кокомів відступив до північного Петену, область Таншулукмуль, потім близько 1204 року брали участь у захоплені місцини або невеличкого царства Чак'анпутун.
Близько 1227 року Кокоми очолили групу іца й можливо частину мая з колишньої Канульської держави, повернувшись до Північного Юкатану. Тут союзники близько 1228 року завдали поразки нащадкам ахава Хунакееля і захопили Маяпан. З огляду на давність, знатність й могутність роду Кокоми домоглися визнання себе володарями міста. Першим став Сі Коком.

## Розквіт
Із самого початку Кокоми розпочали загарбницьку діяльність, намагаючись утворити нову, потужну імперію. Щоб відрізняться від інших правителів Юкатану (халач-вініків та ахавів) прийняли титул котекпан («той, що перебуває в палаці» або «мешканець палацу», низка вчених вказує на центральномексиканське походження). Небесним покровителем династії вважався Кукулькан-Кецалькоатль, культ якого став обов'язковим для підлеглих земель. Їх правителі постійно жили в столиці або мали там своїх керівників — кальваків. 
З огляду на нетривалість правління кожного з Кокомів висувається декілька теорій стосовно характеру володарювання. За однією це була своєрідна аристократична республіка зі змінним очільником, що призначався на певний час. За іншою гіпотезою для правителів існував віковий ценз, тобто трон отримували представники династії похилого віку.
Водночас посада верховного жерця була закріплена за родом Ах-Май, що мав також походження з Чичен-Іци (суперники або родичі Кокомів, невідомо). Поширення в місті специфічних залів з колонадами, які розглядають як приміщення для нарад знаті, наводять низку дослідників до висновку, що велику роль у Маяпані відігравала рада вищих посадових осіб, очільників родів або підрозділів, що обмежувала владу верховного правителя.
1244 року Кокоми захопили Чичен-Іцу, куди поставили свого намісника. Цим затверджувався перехід влади від Чичен-Іци до Маяпану. З цього моменту представники династії посилили свої зусилля зі здобуття панування над усім Юкатаном.
Щоб позбавитися опіку з боку знаті та жрецтва Цацкабіль Коком у 1285/1286 роках найняв племена мая з Табаско і науа з Шикаланго, які напали на ворогів Кокомів, влаштувався бійну. До 1300 року влада Кококмів була необмеженою й спиралася на найманців, що походили з районів Центральної Мексики та Табаско.
Відбулося своєрідне відтворення Маяпанської ліги, де головну роль відігравали Маяпан та Ушмаль. З час роль першого значного перевищила політичну вагу другого. Було підкорено майже увесь Юкатан.
З метою зміцнення своєї влади Кокоми зобов'язали правителів всіх інших підлеглих селищ мати вдома і проживати в Маяпані, при цьому містяни і мешканці, які жили всередині міської стіни, були вільні від данини. Кококми мали великий почт, куди входили представники знаті, родичи (можливо сини) халач-вініком основних міст імперії.
Разом з політичним посиленням Кокоми сприяли економічному розквіту міст держави, особливо Маяпана. Відбувається розвиток сільського господарства, ремесел, торгівлі, мистецтв, архітектури. Зокрема, було зведено 12 храмових комплексів, з яких найвідомішою є піраміда Кукулькана. Чисельність населення виросла до 20-22 тис. осіб.
Були налагоджені торговельні маршрути до міст сучасних Кінтана-Роо, Оахака, міштеків в Пуеблі, Анауака (Мексика), Беліза, Петена, гірських районів. Згідно з даними деяких джерел в торгових підприємствах брали участь навіть члени родини Кокомів. Відбувається піднесення міст, що знаходилися на торговельних шляхах, зокрема Сама-Тулум, Санта-Рита-Коросаль, Екаб-Бельма, Чавака, Качі.
Останніми визначними діями Кокомів був спротив дикунам, що декілька разів вдиралися до Юкатану. Вчені вважаючи, що це могли бути араваки з Антильських островів. Бої точилися між 1342 та 1362 роками. Спочатку Каб Коком ледь стримав атаки. Лише завдяки залученню котекпаном Чо Кокомом військ усіх міст Юкатану Кокомам вдалося здобути перемогу. З цього моменту посилюються відцентрові тенденції в імперії Кокомів.

## Занепад
З посиленням місцевих володарів Кокоми вирішив боротися вивіреним методом, але їм заважала часта зміна членів своєї династії на троні. Зрештою десь 1431 року Ітам К'амбуль Кокомом було найнято вояків-мая з Табаско задля придушення невдоволення. У відповідь почалося повстання, які очолив рід Тутуль-Шіу (халач-вініків з Ушмаля), що мав мая-науаське походження. Ймовірно останні скористалися ситуацією задля повалення династії Кококів. Як виправдання останніх звинуватили у тиранії та бажанні навернути у рабів вільних членів громади.
Невідомо про перебіг війни, проте у 1441 році коктепан з роду Кокомів, зазнав поразки, в результаті чого Маяпан було захоплено, а практично увесь рід Кококмів знищено. Лише один з Кокомів, що перебував у Сотуті зумів вцілити. Зібравши війська він спробував відвоювати Маяпан. Боротьба тривала десь до 1461 року. В результаті цієї війни Маяпан було спустошено. В подальшому Кокоми заснували нове царство в Сотуті, але воно вже не могло претендувати на панівне становище на Юкатані.
До появи у XVI ст. на півострові іспанських конкістадорів Кокоми з Сотути вели постійні війни з Тутуль-Шіу з Мані. В цьому вони спиралися на союз з царствами Купуль та Ах-Кануль. Боротьба здійснювали як військовими, так й економічними заходами (обмеження доступу до природних ресурсів та торговельних шляхів).
Спочатку у 1530—1533 роках Кококми разом з іншими юкатанськими царствами боролися проти загарбників. Після відходу останніх до Табаско, Кокоми у 1536 році підступно напали на правителя Мані. Це викликало перехід Тутуль-Шіу на бік іспанців. У 1542 році Начі Коком очолив коаліцію проти конкістадорів, проте вона зазнала поразки у вирішальній битві при Меріді. 1543 року Кокоми вимушені були визнати зверхність королівства Іспанії.
Проте 1546 року Начі Коком приєднався до повстання проти колонізаторів, після його придушення 1547 року Кококми зуміли зберегти деякі володіння. Кококи прийняли християнство, відомості про останніх відносяться до XVII ст.

## Кокоми на троні
- Сі Коком (1224—1232)
- Кеуель Кококм (1232—1238)
- Мехен Коком (1238—1242)
- Кушуаан Коком (1242—1248)
- Ішук Коком (1248—1254)
- Нахаб Коком (1254—1260)
- Тоон Коком I (1260—1264)
- Тоон Коком II (1264—1274)
- Тоон Коком III (1274—1276)
- Тоон Коком IV (1276—1283)
- Цацкабіль Коком (1283—1289)
- Каан Коком (1289—1294)
- Цооц Коком I (1294—1306)
- Цооц Коком II (1306—1318)
- Сум Коком (1318—1322) вперше
- Те Коком (1322—1327)
- Сум Коком (1327—1334) вдруге
- Пуук Коком (1334—1341)
- Каб Коком (1341—1345)
- Дсум Коком (1345—1348)
- Ік-ц Коком (1348—1352)
- Чо Коком (1352—1365)
- Куум Коком I (1365—1373)
- Куум Коком II (1373—1377)
- Куум-Кам Коком (1377—1382)
- невідомий Коком (1382—1387)
- Тукуль Коком (1387—1392)
- Нікте Коком (1392—1396) вперше
- Кусам Коком (1396—1401)
- Чукук Коком (1401—1406)
- Хооль Коком (1406—1410)
- Кіліч Коком (1410—1416)
- Чо'Коком (1416—1423)
- Нікте Коком (1423—1431)
- Ітам К'амбуль Коком (1431—1441)
- Ши-Ооль Коком (1441—1468)
- Оч Коком I (1468—1470)
- Очі Коком II (1470—1483)
- Печ Коком (1483—1501)
- Печ Коком II (1501—1531)
- Ах-Куат-Начі (дон Хуан) Коком (1531—1551), помер у 1562